# Wzgórze (Nowa Góra)
Wzgórze – część wsi Nowa Góra w Polsce, położona w województwie małopolskim, w powiecie krakowskim, w gminie Krzeszowice.
W latach 1975–1998 Wzgórze administracyjnie należało do województwa krakowskiego.